# Corporación Administrativa del Poder Judicial de Chile
La Corporación Administrativa del Poder Judicial de Chile es un organismo con personalidad jurídica, que depende exclusivamente de la Corte Suprema, a través del cual esta ejerce la administración de los recursos humanos, financieros, tecnológicos y materiales destinados al funcionamiento de los tribunales integrantes del Poder Judicial.
Este organismo, creado en 1990 (como sucesor de la Junta de Servicios Judiciales y de la Oficina de Presupuestos para el Poder Judicial), está compuesto de un Consejo Superior, un director, un subdirector, un jefe de finanzas y presupuestos, un jefe de adquisiciones y mantenimiento, un jefe de informática y computación, un jefe de recursos humanos y un contralor interno.

## Organización
La dirección de la Corporación Administrativa del Poder Judicial de Chile corresponde al Consejo Superior, que está integrado por:
- El Presidente de la Corte Suprema (que lo preside);
- Cuatro ministros de la Corte Suprema, elegidos por esta por un periodo de dos años (más dos consejeros suplentes, elegidos de entre los miembros del mismo tribunal).

Además, el director de la Corporación Administrativa se desempeña como secretario del Consejo Superior, con derecho a voz en sus reuniones.
Todo el personal de la Corporación Administrativa se rige, en general, por las normas aplicables a los empleados del Poder Judicial, sin embargo, su nombramiento se hace directamente por la Corte Suprema, previo concurso de antecedentes y examen de oposición, en su caso, al que llama el Consejo Superior. Asimismo, son de exclusiva confianza de la Corte Suprema y esta puede removerlos a su arbitrio.
Además, más del 60% de funcionarios de la Corporación Administrativa del Poder Judicial trabaja en calidad de Honorarios, no teniendo los derechos propios del trabajador y aplicándoseles las mismas obligaciones que los funcionarios a contrata y de planta. Todos los años se entrega un Bono de gestión Institucional e Individual que no incluye a estos funcionarios, o sea no los considera parte de la Corporación.

## Funciones
Corresponde especialmente a la Corporación Administrativa del Poder Judicial: 
- La elaboración de los presupuestos y la administración, inversión y control de los fondos que la Ley de Presupuestos asigna al Poder Judicial.
- La administración, adquisición, construcción acondicionamiento, mantenimiento y reparación de los bienes muebles e inmuebles destinados al funcionamiento de los tribunales y de los servicios judiciales o a viviendas fiscales para los jueces.
- Asesorar técnicamente a la Corte Suprema en el diseño y análisis de la información estadística, en el desarrollo y aplicación de sistemas computacionales y, en general, respecto de la asignación, incremento y administración de todos los recursos del Poder Judicial, para obtener su aprovechamiento o rendimiento óptimo.
- La organización de cursos y conferencias destinados al perfeccionamiento del personal judicial.
- La creación, implementación y mantenimiento de salas cunas en aquellos lugares en que sean necesarias en conformidad a la ley, para los hijos del personal del Poder Judicial.
- Dictar, conforme a las directrices generales que le imparta la Corte Suprema, políticas de selección de personal, de evaluación, de administración de recursos materiales y de personal, de indicadores de gestión, de diseño y análisis de la información estadística, y la aprobación de los presupuestos que le presenten los tribunales.